# 127 mm Type 89
Il 12,7 cm L/40 Type 89 (in giapponese 四〇口径八九式十二糎七高角砲) era un cannone navale antiaereo, impiegato dalla Marina imperiale giapponese durante la seconda guerra mondiale sia sulle navi da guerra che nelle difese terrestri. Il nome era dovuto all'anno di adozione da parte della Marina imperiale, anno imperiale 2589, corrispondente al 1929 del calendario gregoriano.

## Storia
Il Type 89 fu sviluppato a partire dal 1929 come sostituto del precedente 8 cm L/40 Type 3 per l'installazione su navi da battaglia e incrociatori quale principale arma antiaerea a lungo raggio. Il limite principale del Type 3 era il caricamento manuale, che riduceva sensibilmente la cadenza di tiro; il nuovo Type 89 avrebbe dovuto avere un calcatoio automatico per velocizzare il tiro. Il nuovo cannone doveva sostituire anche il pezzo da 12 cm L/45 Type 10, su affusti singoli, che armava i primi incrociatori pesanti nipponici e le prime portaerei leggere come la Akagi.
L'arma fu prodotta dagli arsenali navali di Kure e di Hiroshima, per un totale di 1.306 pezzi, dei quali 836 prodotti tra il 1941 ed il 1945. Di questi, 362 pezzi furono impiegati su torri installate a terra, per la difesa costiera ed antiaerea; in particolare 96 pezzi furono installati nell'area di Yokosuka e 54 in quella di Kure.
Il Type 89 non ha nulla a che fare, calibro a parte, con il 12,7 cm L/50 Type 3, pezzo principale dei cacciatorpediniere classe Fubuki e Yugumo; quest'ultimo era infatti un pezzo antinave con munizioni separate, otturatore a vite interrotta e quindi cadenza di soli 5 colpi al minuto.

## Tecnica
La bocca da fuoco del Type 89 pesava da sola 3,15 tonnellate ed era lunga 5,28 metri. La canna era un monoblocco, con rigatura destrorsa costante a 36 principi, con un giro completo in 28 calibri (3,56 m). L'otturatore era a cuneo orizzontale. Il pezzo utilizzava vari tipi di granate, pesanti da 20 a 24 kg, che lanciava ad una velocità iniziale di 720 m/s.

### Affusto

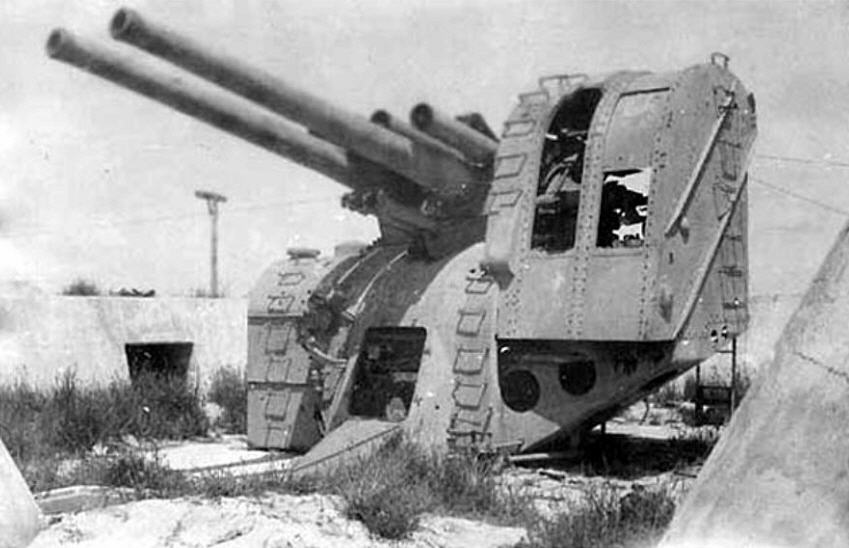
Type 89 in installazione terrestre

L'impianto binato Type 89 era equipaggiato con due cannoni da 127 mm paralleli. Gli asservimenti erano elettroidraulici e quindi l'affusto doveva essere collegato alla rete della nave o ad un generatore. A seconda del modello utilizzato, i motori consentivano una velocità di brandeggio e di elevazione fino a 16° al secondo.
Le munizioni, del tipo fisso a cartoccio proietto, raggiungevano la torre dal deposito munizioni tramite un nastro trasportatore, con una capacità di circa 10 colpi al minuto, quindi relativamente lento. Le granate erano trasportate manualmente presso la culatta, per essere poste poi su una cucchiaia automatica. Le piattaforme dalla quali i serventi trasferivano le granate sulle cucchiaie si alzavano ed abbassavano a seconda dell'angolo di elevazione dei cannoni, consentendo la ricarica fino ad un angolo di tiro di +80°.
Anche l'orientamento dei deflettori dei bossoli espulsi variava con l'elevazione: a elevazioni quasi orizzontali essi deviavano verso il basso, mentre ad elevazioni alte erano orientati in modo da non deviare i bossoli contro i meccanismi dell'affusto stesso.
Sul lato destro dell'affusto era posizionata la stazione di graduazione delle spolette: il servente addetto riceveva le distanze alle quali dovevano esplodere le granate, tramite un indicatore collegato alla centrale di tiro della nave, e tramite un volantino regolava di conseguenza il ritardo delle spolette da 0 a 35 secondi, prima che venissero poste sulle cucchiaie.
Un impianto binato da 127 mm era servito da 11 serventi:
- un puntatore in alzo
- un puntatore in azimuth
- un graduatore di spolette
- due caricatori (uno per cannone)
- sei porgitori (tre per cannone)

### Puntamento
Sulla sinistra di ogni impianto era presente un sistema di mira telescopico a rifrazione. Il Type 89 era intesa come arma antiaerea pura e quindi i due puntatori non miravano direttamente i bersagli ma orientavano l'arma seguendo i dati inviati su appositi indicatori dalla centrale di tiro. Tuttavia rimaneva la possibilità di puntamento locale.

### Controllo del tiro

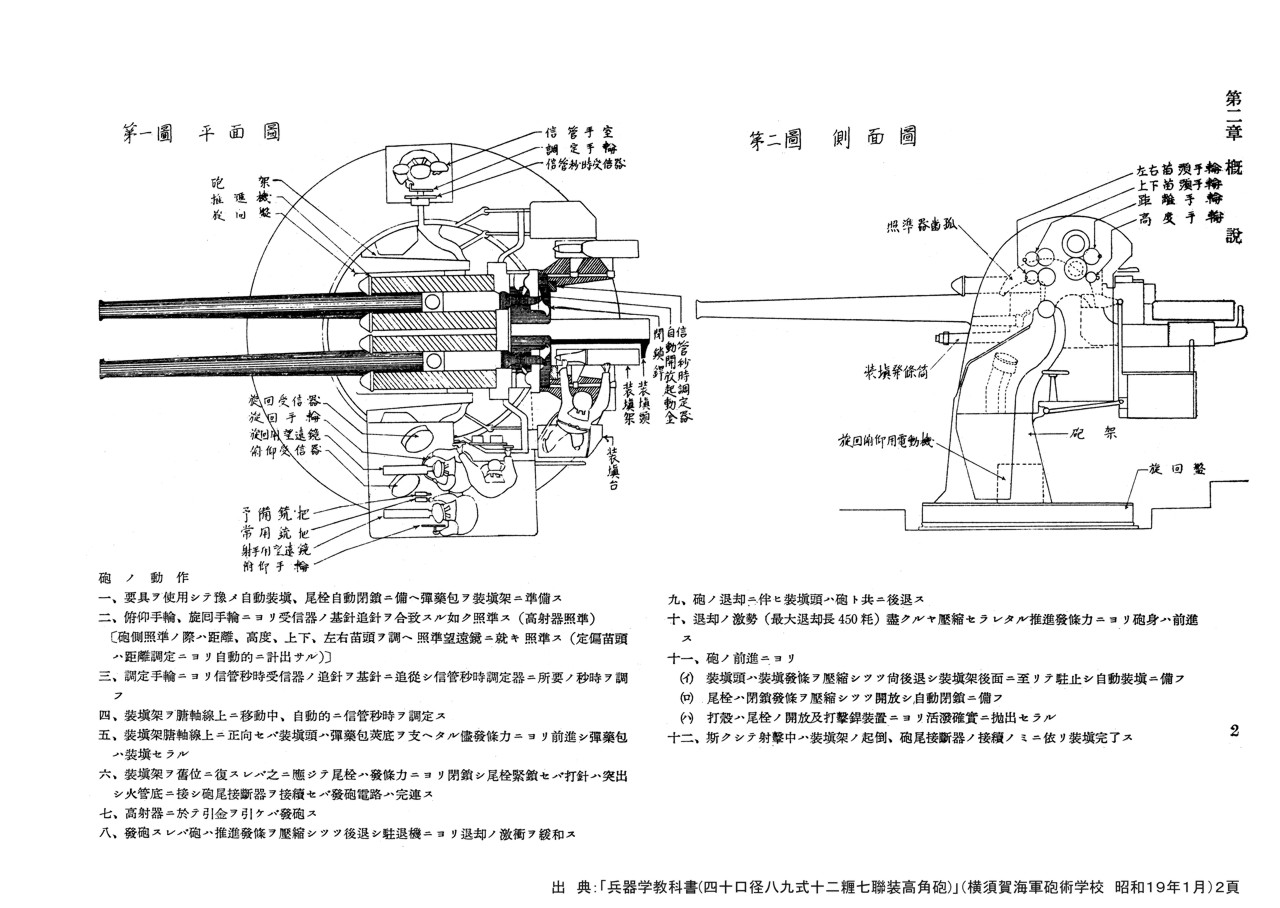
Disegno di vista laterale e superiore da un manuale giapponese

Inizialmente gli impianti Type 89 erano asserviti al sistema di puntamento Type 91, sviluppato nel 1929. Durante la guerra del Pacifico, sul naviglio maggiore il pezzo da 127 era invece asservito sistema di controllo del fuoco Type 94 (高射装置 Kosha Sochi), sviluppato nel 1934. Il sistema consentiva il tiro di sbarramento a una data altezza e distanza contro bersagli in volo rettilineo a velocità costante, ma non poteva inseguire un velivolo che cambiava quota o volava su una traiettoria irregolare.
Dopo l'avvistamento tramite telescopi veniva determinato l'altezza sull'orizzonte, mentre la distanza veniva rilevata da un telemetro ottico con base di 4,5 metri. Non era previsto l'asservimento a radar. Angolo, distanza, velocità stimata del bersaglio e velocità della nave venivano continuamente inseriti in un calcolatore analogico, che forniva i dati per il puntamento e lo spolettamento, adattati al rollio della nave. Il sistema di controllo del fuoco richiedeva 10 operatori per il rilievo dei dati telemetrici ed altri 9 per l'inserimento dei dati nel calcolatore.
Alcuni impianti furono occasionalmente basati a terra, in batterie poste a difesa di città ed impianti industriali principali. Per esempio, per difendere Kure dagli attacchi dei Boeing B-29 Superfortress americani, verso la fine della guerra vennero installate sulle colline circostanti 5 batterie con tre impianti binati Type 89 ciascuna. Questi erano asserviti al sistema di controllo del tiro Raiun ("nube di tempesta"), sviluppato per concentrare il massimo numero di proietti nel più breve tempo possibile in una determinata area tridimensionale. Un altro esempio di impiego terrestre si ebbe nell'isola di Pohnpei, dove i Type 89 per difesa aerea vennero installati in opere ad anello in calcestruzzo.

## Modelli

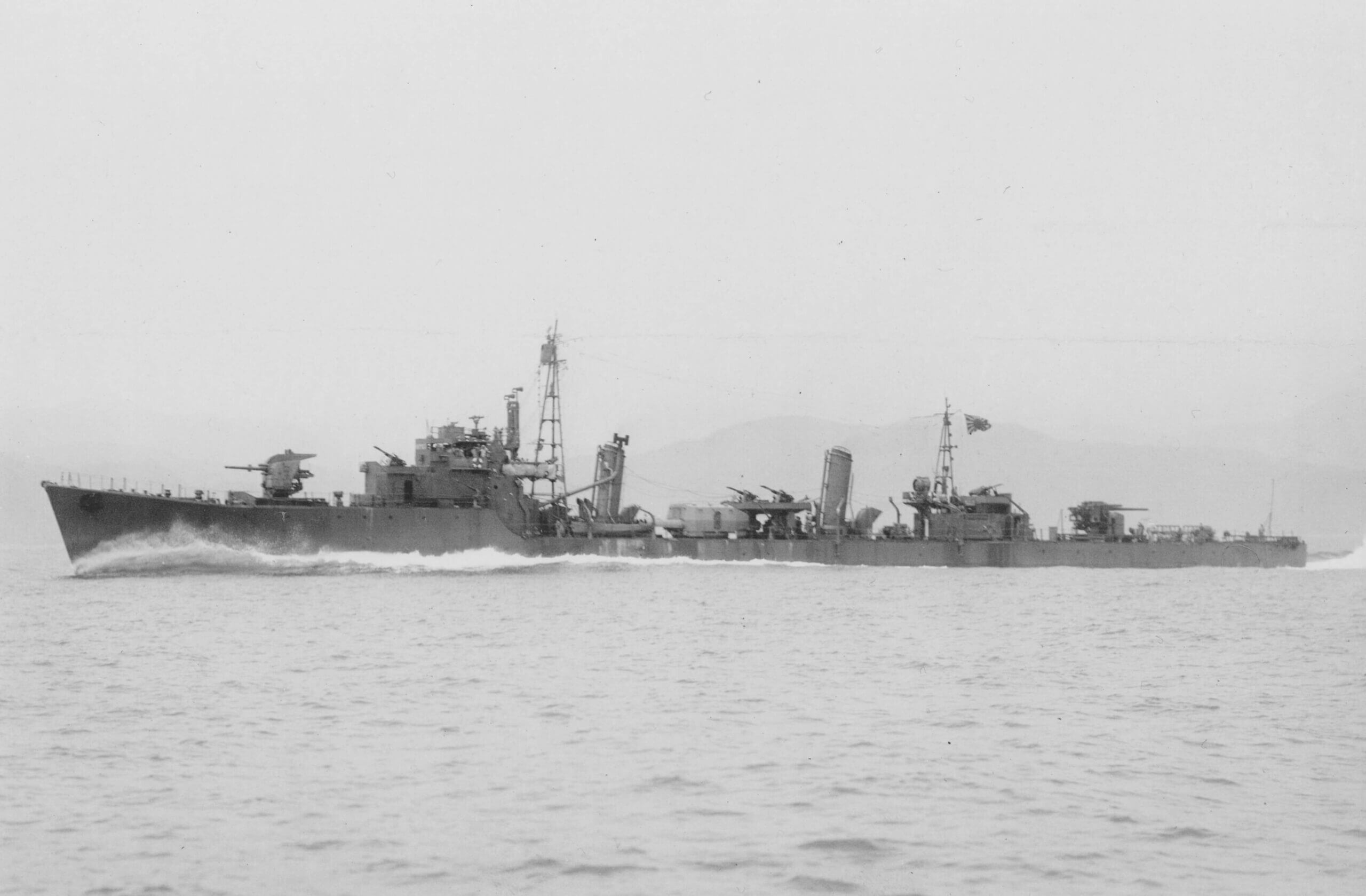
Il cacciatorpediniere, classe Matsu, equipaggiato con B1 Mod. 4 singolo a prua e binato a poppa

Il Type 89 fu realizzato in totale in tre varianti. La maggior parte delle armi venne prodotta nella variante binata, a cui si aggiungono due varianti singole.
- Type 89: versione standard dell'arma su affusto binato. I vari modelli di questa versione differivano essenzialmente per la scudatura protettiva per la squadra e per i motori del sistema di puntamento. L'arma non fu mai montata in una vera e propria torretta corazzata, ma i vari impianti disponevano di protezioni antischeggia spesse 2 mm più o meno estese.
  - Type 89 A1: postazione del puntatore sul lato sinistro protetta da una cabina blindata; piccola scudatura sul lato destro per il graduatore delle spolette; l'impianto, pesante 20,3 t, era la versione standard installata sulla maggior parte delle navi armate di Type 89; i motori consentivano una velocità di elevazione di 12° al secondo ed una velocità di brandeggio di 6° al secondo.[8]
    - Type 89 A1 Mod. 1: dotato di scudatura antischeggia e di espulsore dei gas di sparo; pesante 24,5 t; equipaggiava gli incrociatori classe Mogami, Myoko e Tone.
    - Type 89 A1 Mod. 2: dotato di scudatura chiusa, progettato per l'installazione sulle portaerei ai lati del ponte di volo.
    - Tipo 89 A1 Mod. 3: dotato di scudatura completa per proteggere i serventi dai gas di sparo e dall'onda di pressione generati dai cannoni da 40 cm L/45 Type 94, armamento principato delle navi da battaglia classe Yamato; di conseguenza si trattava della versione più pesante, da 29 t, utilizzata esclusivamente sulle Yamato.

  - Tipo 89 B1: sviluppato per l'installazione poppiera sui cacciatorpediniere classe Matsu.
  - Tipo 89 B2: dotato di motore elettrico più potente, con velocità di brandeggio e di elevazione di 16° al secondo.[8]
- Type 88: versione su affusto singolo, ottimizzata per l'installazione su sommergibile; le componenti dell'affusto e del cannone erano progettate per resistere alla corrosione dell'acqua salata. L'arma fu sviluppata nel 1928, pesava 8,8 t ma era priva della cucchiaia automatica e dei motori elettrici di manovra. Fu imbarcato sui sommergibili I-5 e I-6.
- Il Type 89 B1 Mod. 4: versione su affusto singolo, senza motori di asservimento ma con cucchiaia automatica; progettato per i sommergibili, venne utilizzato con scudatura aperta posteriormente sui cacciatorpediniere classe Matsu prodotto dopo l'inizio della guerra.

## Munizionamento

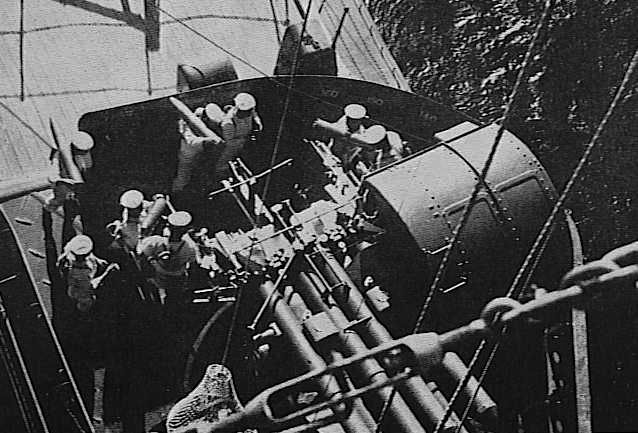
Sei porgitori con granata in spalla su un impianto Type 89 A1 della nave da battaglia : i due caricatori, di spalle alla fotocamera, sono sulle rispettive piattaforme di caricamento; i due puntatori sono nella casamatta blindata a destra

Il Type 89 utilizzava un cartoccio proietto con bossolo in ottone, contenente 4 kg di propellente e diversi tipi di granate: 
- granata HE Mod. 3 con spoletta a tempo Type 4 Mod. 1: modello antiaereo standard. Raggiungeva una gittata massima di 9.418 m. Il raggio a cui le schegge erano capaci di distruggere o danneggiare era di 19 m.[9]
- granata HE-incendiaria Mod. 3 con spoletta Type 4: granata lunga 437 mm, pesante 23 kg e contenente 66 bombette incendiarie, ciascuna lunga 50 mm e larga 20 mm. Introdotta nel 1944, la sua efficacia era controversa.
- granata antisommergibile: pesante 21 kg, con velocità alla volata di 250 m/s ed una gittata di 4.300 m. Poteva penetrare per 8 m nell'acqua, quota periscopio dei sommergibili del tempo, e forare 25 mm di lamiera d'acciaio. La granata non era destinata ai pezzi imbarcati sulle grandi navi ma a quelli delle navi di scorta.
- granata illuminante Type B con spoletta Type 4 Mod. 1: l'ordigno pirotecnico veniva rilasciato dalla spoletta a tempo, appeso ad un piccolo paracadute che scendeva poi lentamente a terra. La luminosità generata era di circa 667.000 candele.